# Gheorghe Anghel (istoric)
Gheorghe Anghel (n. 7 aprilie 1935, Șard, România) este un arheolog, muzeograf, cercetător, profesor și istoric român, specializat în istoria feudalismului Transilvaniei.

## Biografie
Studiile primare și secundare le-a urmat la Liceul „Mihai Viteazul” din Alba Iulia, apoi își continuă studiile la Liceul Pedagogic din Deva. După terminarea liceului, se angajează pentru o scurtă perioadă ca dascăl. În 1954, se înscrie la Facultatea de Istorie a Universității „Victor Babeș” din Cluj (actuala Universitate Babeș-Bolyai), unde se poate spune că și-a găsit vocația. După terminarea studiilor universitare, devine muzeograf la Muzeul de Istorie din Alba Iulia. La momentul angajării sale, activitatea arheologică a muzeului era orientată asupra perioadei daco-romane, și cu preponderență preistoria, acesta începe să aducă aporturi pentru perioada medievală a României, în special pentru cercetarea cetăților și așezărilor medievale de pe meleagurile Albei. Astfel a pus bazele Castelologiei românești, o știință auxiliară a istoriei care se ocupă cu studierea și cercetarea structurilor medievale. Totodată, devine membru al unor asociații științifice de prestigiu din străinătate, precum Colocviul Internațional de Castelologie „Chateau-Gaillard” din Caen, Franța.
În perioada 1972-2001 a fost onorat cu câteva distincții ale Statului Român: Medalia „Meritul Cultural” (1972); Ordinul „Meritul Cultural” cls. a III-a (1975) și Meritul Cultural în Gradul de Cavaler (2001).

## Lucrări publicate
- Cetăți medievale din sud-estul Transilvaniei, București, 1968
- Cetăți medievale din Transilvania, București, 1973
- Alba Iulia 2000, Cluj, 1974
- Biserica din Maieri și mitropolia lui Mihai Viteazul de la Alba Iulia, în "Studii și articole de istorie", IX, 1967
- O locuință din secolul al XVII-lea descoperită la Alba Iulia, în „Apulum”, VI, 1967
- Noi descoperiri arheologice în legătură cu așezarea feudală de la Alba Iulia, în „Apulum”, VII, 1968
- Date noi în legătură cu apeductele medievale de la Alba Iulia, în „Sargetia”, V, 1968